# Финале Купа европских шампиона 1986.
Финале Купа европских шампиона 1986. је било 31. финале овог такмичења, и одржано је 7. маја 1986. у Севиљи, на стадиону Рамон Санчез Пизхуан. Учесници су били првак Румуније Стеауа из Букурешта, и првак Шпаније Барселона. Након 0:0 у регуларном току утакмице, одиграни су продужеци, у којима такође нико није постигао гол, па су онда извођени пенали. Голман Стеауе Хелмут Дукадам је одбранио сва 4 пенала који су Барселонини играчи извели, док je Хавијер Урутикочеа одбранио прва два пенала, али је друга два примио. Дукадам је након меча прозван "Херојем из Севиље".
Ово је прво финале за неки фудбалски тим из источне Европе, такође и прва титула, а овај меч је био и прво финале КЕШ-а које је завршено са 0:0 у регуларном току, и након продужетака. Стеауа је поново играла финале овог такмичења три године касније, али су ту поражени са 0:4 од Милана. Закључно са 2020. је Стеауа једини фудбалски клуб са Истока Европе који је два пута играо финале овог такмичења.

## Пут до финала
| Стеауа Букурешт   | Стеауа Букурешт | Стеауа Букурешт | Стеауа Букурешт | Коло         | Барселона    | Барселона     | Барселона | Барселона |
| ----------------- | --------------- | --------------- | --------------- | ------------ | ------------ | ------------- | --------- | --------- |
| Противник         | Ук. рез.        | 1. ута          | 2. ута          |              | Противник    | Ук. рез.      | 1. ута    | 2. ута    |
| Вајле             | 5–2             | 1–1 (Г)         | 4–1 (Д)         | Прво коло    | Спарта Праг  | 2–2 (пгг)     | 2–1 (Г)   | 0–1 (Д)   |
| Хонвед Будимпешта | 4–2             | 0–1 (Г)         | 4–1 (Д)         | Друго коло   | Порто        | 3–3 (пгг)     | 2–0 (Д)   | 1–3 (Г)   |
| Кусиси Лахти      | 1–0             | 0–0 (Д)         | 1–0 (Г)         | Четвртфинале | Јувентус     | 2–1           | 1–0 (H)   | 1–1 (A)   |
| Андерлехт         | 3–1             | 0–1 (Г)         | 3–0 (Д)         | Полуфинале   | ИФК Гетеборг | 3–3 (5–4 пен) | 0–3 (Г)   | 3–0 (Д)   |

## Утакмица
| Стеауа Букурешт                     | 0–0 (п. с. н.) | Барселона                            |
| ----------------------------------- | -------------- | ------------------------------------ |
|                                     | Извештај       |                                      |
| Пенали                              |                |                                      |
| Мајеару · Белењи · Лакатуш · Балинт | 2–0            | Алексанко Педраза Пичи Алонсо Маркос |

| Стеауа Букурешт | Барселона |

| GK           | 1  | Хелмут Дукадам    |      |
| RB           | 2  | Штефан Јован (c)  |      |
| LB           | 3  | Илије Барбулеску  | 107’ |
| CB           | 4  | Адријан Бумбеску  | 21’  |
| CM           | 5  | Луцијан Балан     | 72’  |
| SW           | 6  | Миодраг Белодедић |      |
| CF           | 7  | Маријус Лакатуш   | 26’  |
| RM           | 8  | Михаил Мајеару    |      |
| CF           | 9  | Виктор Пицурка    | 111’ |
| LM           | 10 | Габи Балинт       |      |
| CM           | 11 | Ласло Белењи      | 31’  |
| Измене:      |    |                   |      |
| FW           | 13 | Ангел Јорданеску  | 72’  |
| FW           | 16 | Марин Раду        | 111’ |
| Тренер:      |    |                   |      |
| Емерик Јенеј |    |                   |      |

| GK           | 1  | Урути                    |      |
| RB           | 2  | Херардо                  |      |
| CB           | 3  | Мигели                   |      |
| LB           | 4  | Хулио Алберто            | 23’  |
| CM           | 5  | Виктор Муњоз             |      |
| CB           | 6  | Хозе Рамон Алексанко (c) |      |
| CF           | 7  | Лобо Караско             | 21’  |
| CM           | 8  | Бернд Шустер             | 85’  |
| LM           | 9  | Анхел Педраза            |      |
| CF           | 10 | Стив Арчибалд            | 100’ |
| RM           | 11 | Маркос Алонсо            |      |
| Измене:      |    |                          |      |
| MF           | 14 | Хозеп Моратаља           | 85’  |
| FW           | 16 | Пичи Алонсо              | 100’ |
| Тренер:      |    |                          |      |
| Тери Венаблс |    |                          |      |